# Physatocheila brevirostris
Physatocheila brevirostris är en insektsart som beskrevs av Henry Fairfield Osborn och Drake 1916. Physatocheila brevirostris ingår i släktet Physatocheila och familjen nätskinnbaggar. Inga underarter finns listade i Catalogue of Life.